# هوركلية كليفلاندية
هوركلية كليفلاندية (الاسم العلمي:Horkelia clevelandii) هي نوع من النباتات تتبع جنس الهوركلية من الفصيلة الوردية.